# 775
775 је била проста година.

## Догађаји
- Википедија:Непознат датум — Владавина династије Абасида у Багдаду.

- 14. септембар – Цар Константин V умире током кампање у Бугарској. Током своје 34-годишње владавине сузбио је монаштво и поштовање икона, обновио аквадукте, оживео трговину и поново населио Цариград. Наслеђује га 25-годишњи син Лав IV Хазар  који наставља Константинове кампање против Бугара и муслиманских Арапа.
- Саксонски ратови: Краљ Карло Велики одржава велику скупштину у Кјерзију (Северна Француска). Предводи франачку војску у Саксонију да поврати каструм Сибург (близу Дортмунда), затим обнавља и гарнизоном утврђује Ересбург. Стиже до Везера на месту званом Браунсберг, где се Саксонци спремају за битку, али су поражени када франачке трупе прелазе реку.
- Јесен – Карло Велики поново осваја Хелвег (главни коридор) дуж долине Липе, успостављајући комуникације између Аустразије, Хесена и Тирингије. Користи се као трговачка рута под франачким надзором.
- Основан је немачки град Гисен (Хесен).
- Андалузијски трговци основали су емпоријум (трговачко насеље) на обали Магреба код Тенеса (данас Алжир). То је рани доказ оживљавања поморске трговине у западном Медитерану, након хаоса почетком 8. века.
- 25. април – Битка код Багреванда: Абасиди су окончали јерменску побуну. Муслиманска контрола над Закавказјем је учвршћена, док неколико великих јерменских нахарарских породица, посебно Мамиконијана, губе власт и беже у Византијско царство.
- Калиф ел-Мансур (владао 754–775) умире након 21-годишње владавине, током које је Багдад учинио резиденцијом Абасидског калифата. Наследио га је син ел-Махди.
- Абасидског калифа ел-Мансура наследио је његов наследник и син ел-Махди 6. октобра 775. године.
- Тибет покорава своје хималајске суседе и закључује споразум о граници са кинеском династијом Танг.
- Краљ Дхармапала почиње своју владавину Бенгалом (Јужна Азија).

## Рођења
- Википедија:Непознат датум — Ајнхард - средњовековни немачки писац. († 840.)

## Смрти
- 6. октобар — Ел Мансур, абасидски калиф
- Константин V Копроним